# Хенкин, Владимир Яковлевич
Влади́мир Я́ковлевич Хе́нкин (8 [20] декабря 1883, Харьков — 17 апреля 1953, Москва) — российский и советский актёр, артист эстрады, народный артист РСФСР (1946).

## Биография
Родился в Харькове (по другим данным — в селе Ивановка Екатеринославской губернии), в семье кузнеца и торговца скобяными товарами Якова Эфроимовича Хенкина и его жены Софьи Борисовны Леиной.
Выступать начал с 1902 года, играл в театрах Феодосии, Ташкента, Баку, Ростова-на-Дону, Киева в амплуа комика. Актёр московского театра «Буфф» с 1908 года, на музыкальной эстраде — с 1911 года по настоятельному совету куплетиста Станислава Сарматова, одним из первых освоил жанр пародии, имитировал известных актёров, исполнял куплеты и сатирические рассказы.
В период 1919–1921 годов был руководителем театра политотдела Кавказского фронта, а затем московских театров «Палас» и «Вольный ветер». С 1923 года выступал на эстраде с фельетонами, участвовал в концертах Мюзик-холла до его закрытия в 1926 году. Артист Театра оперетты в 1928—1934 годах и далее — Театра сатиры.
Много выступал на эстраде, с успехом исполнял произведения М.Зощенко и других авторов.Блестяще владея искусством импровизации, легко находил тон общения со зрителем, пользовался огромной популярностью.
В 1950 году во время компании борьбы с космополитизмом отстранялся от участия в концертах.
В семье  Якова Эфроимовича Хенкина и Софьи Борисовны было десять детей.
- Брат Владимира Яковлевича — актёр и певец Виктор Яковлевич Хенкин. 
  - Племянник — Кирилл Викторович Хенкин (1916—2008), литератор, радиоведущий.
- Брат — Лев Яковлевич Хенкин. 
  - Племянник — Валентин Львович Хенкин (1901, Ростов на Дону—1978, Черновцы), врач, доктор медицинских наук, профессор, заведующий кафедрой госпитальной хирургии Черновицкого медицинского института[6]. Его сын — Евгений Валентинович Хенкин (1945, Черновцы–2006, Израиль), врач-онколог, кандидат медицинских наук, писатель.
- Брат — Александр Яковлевич Хенкин. 
  - Племянники[7]: Евгений Александрович и Яков Александрович Хенкины[8], фотографы и Софья Александровна Хенкина (1910—1994), секретарь журнала «Звезда» (ее муж — Юрий Герман, писатель, драматург). Дочь Якова Александровича — Галина (1926—2000)[9].
- Брат — Исаак Яковлевич Хенкин 
  - Племянник — Семён Исаакович Хенкин (1912, Ростов-на-Дону—1990, Москва), фотохудожник. Участник Великой Отечественной войны. После войны фотокорреспондентом журнала «Советская музыка» и Союза Композиторов СССР. Его дети —Александр, Ольга.

Могила В. Я. Хенкина на Новодевичьем кладбище

В. Я. Хенкин скончался 17 апреля 1953 года. Похоронен на Новодевичьем кладбище в Москве.

## Театральные работы
Театр сатиры
- 1934 — «Дорога цветов» В. П. Катаева — Безгольдер
- 1936 — «Большая семья» К. Я. Финна — Понцер
- 1937 — «Простая девушка» В. В. Шкваркина — Кашкин
- 1937 — «Весенний смотр» В. В. Шкваркина — Максим Максимыч
- 1939 — «Слуга двух господ» Карло Гольдони — Труффальдино
- 1939 — «Чёртов мост» А. Н. Толстого — Артур Зелкин
- 1940 — «Неравный брак» бр. Тур — Зайчик
- 1944 — «Чрезвычайный закон» бр. Тур, Л. Р. Шейнина — Клембовский Ян Николаевич
- 1944 — «Миссия мистера Перкинса в страну большевиков» А. Е. Корнейчука — Чумаченко, заведующий свинофермой; Постановка: Э. Б. Краснянского
- 1945 — «Факир на час» В. А. Дыховичного, М. Р. Слободского — лифтёр Аким
- 1948 — «Лев Гурыч Синичкин» Д. Т. Ленского — Синичкин
- 1949 — «Роковое наследство» Л. Р. Шейнина — Семён Михайлович Тузов
- 1951 — «Их было трое» В. З. Масса, М. А. Червинского — Ян Добеш
- 1952 — «Потерянное письмо» И. Караджале — подвыпивший избиратель

## Фильмография
| Год  |     | Название              | Роль                           |
| ---- | --- | --------------------- | ------------------------------ |
| 1919 | ф   | Бой-баба              | Имя персонажа не указано       |
| 1924 | кор | История одного аванса | Петр Николаевич                |
| 1928 | ф   | Земля зовёт           | эпизод                         |
| 1935 | ф   | Интриган              | эпизод (нет в титрах)          |
| 1935 | ф   | Любовь и ненависть    | Буба Касторский                |
| 1940 | тф  | Концерт на экране     | в номере «Муж» Михаила Зощенко |

## Озвучивание мультфильмов
| Год  |    | Название        | Роль                     |
| ---- | -- | --------------- | ------------------------ |
| 1937 | мф | Любимец публики | вокал                    |
| 1937 | мф | Лесной договор  | Имя персонажа не указано |

## Награды и премии
- Заслуженный артист РСФСР (1933)
- Заслуженный деятель искусств РСФСР (2 августа 1937)
- Народный артист РСФСР (1946)[3]
- Орден «Знак Почёта» (1947)